# Martha Pfannenschmid

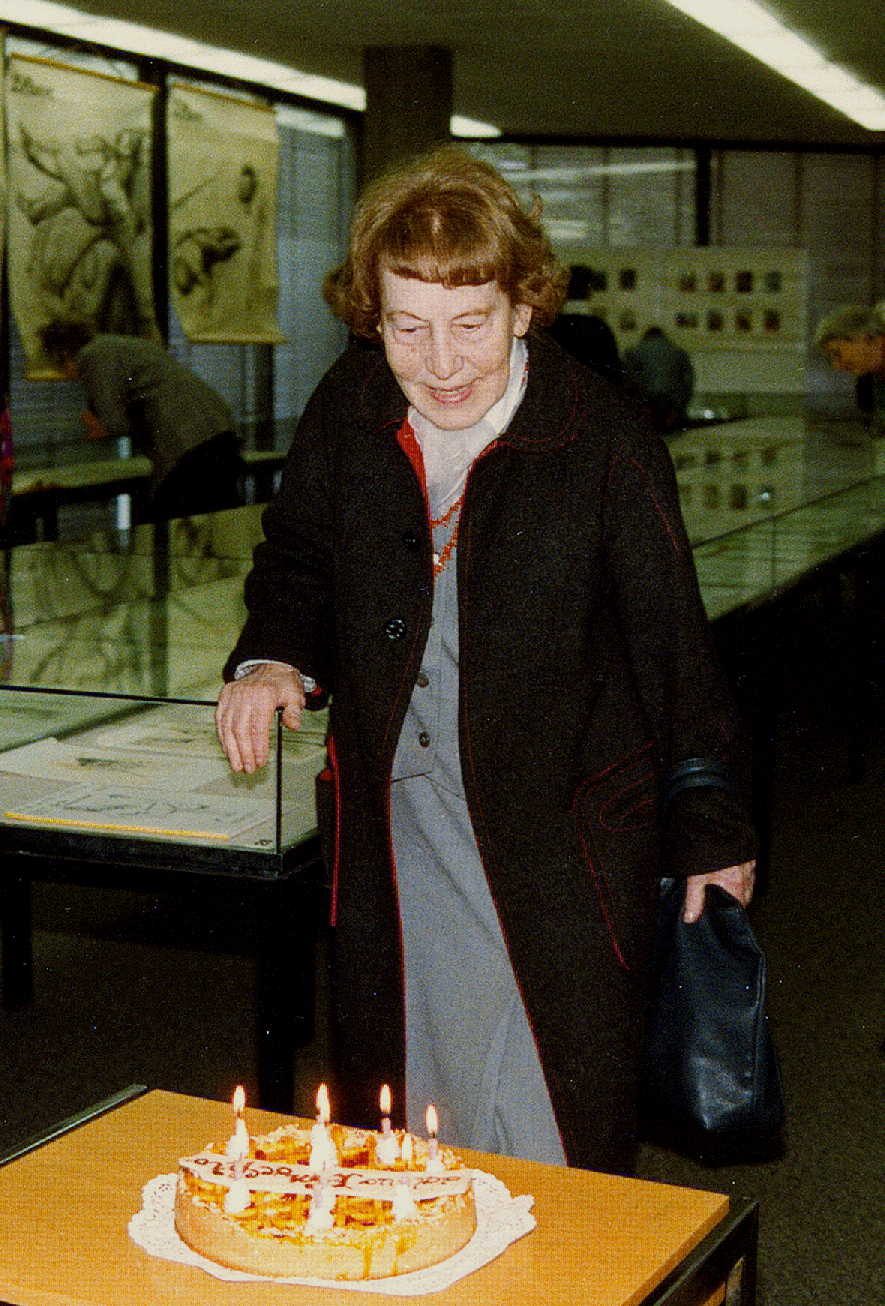
Martha Pfannenschmid anlässlich ihres 90. Geburtstags in der Universitätsbibliothek Basel

Martha Pfannenschmid (* 22. März 1900 in Basel; † 27. März 1999 ebenda) war eine Schweizer Illustratorin. Die Sekretärin, Laborantin und technische Gehilfin am Institut für Rechtsmedizin der Universität Basel wurde durch ihre Illustrationen zu den Kinderbüchern Heidi und Pinocchio bekannt.

## Biografie

### Kindheit, Werdegang und familiärer Hintergrund
Martha Pfannenschmid wurde am 22. März 1900 in Basel geboren und verbrachte ihre Kindheit, Jugend sowie die meiste Zeit ihres Erwachsenenlebens in dieser Stadt. Ihre Mutter war Ida, geborene Tschumi, von Wolfisberg, Kanton Bern. Ihr Vater Amadeus Rudolf Pfannenschmid entstammte einem altbaslerischen Geschlecht und arbeitete beim Finanzdepartement des Kantons Basel-Stadt. Er war Sohn eines bekannten Basler Rahmenmachers und Vergolders. Dieser hielt sich in jungen Jahren im Schloss Nymphenburg auf, da der bayrische König seine Basler Trommelkunst bewunderte. Martha Pfannenschmids zwei Jahre ältere Schwester Ida Helene starb 1905 an Diphtherie. Kurz darauf wurde ihr Bruder Rudolf geboren. Nach dem Tod des Vaters 1923, der sich im Rhein ertränkte, heiratete ihre Mutter weitere zwei Male, was das Verhältnis zwischen Mutter und Tochter belastete. Die Familie blieb zeitlebens in ihrem Bürgerhaus am Totentanz, am Ende des Blumenrains, wohnhaft.
Pfannenschmid entwickelte schon früh ein Talent zum Zeichnen und Malen, worin sie von ihrem Vater unterstützt wurde. Sie besuchte die Allgemeine Gewerbeschule in Basel und erhielt Ausbildungen in Graphik-, Kunst- und Modellierklassen. Danach spezialisierte sie sich zusätzlich auf das mikroskopische Zeichnen am Zoologischen Institut der Universität bei Adolf Portmann. Im Zuge ihrer Ausbildung absolvierte sie einen längeren Studienaufenthalt in der Toskana, der auch ihre späteren Illustrationen beeinflusste. Dort wohnte sie bei einem Landpfarrer und dessen Köchin und erhielt landschaftliche und künstlerische Eindrücke.
Unterstützt und angeregt wurde sie durch Freundschaften mit Malern wie Fred Stauffer, Werner Neuhaus und Niklaus Stöcklin und dessen Frau und Tochter. Ihr Interesse galt den dichterischen, geisteswissenschaftlichen sowie naturwissenschaftlichen Werken von Johann Wolfgang von Goethe und Rudolf Steiner. Sie skizzierte Theateraufführungen, die am Goetheanum in Dornach inszeniert wurden. Gleichzeitig fühlte sie sich Basel eng verbunden und erstellte Skizzen der Basler Fasnacht und von Schnitzelbänken. Auch in ihren späteren Illustrationen sind enge Bezüge zu ihrer Heimatstadt Basel zu erkennen.
Pfannenschmids Werke wurden in der Schweiz und im Ausland an verschiedenen Ausstellungen gezeigt, unter anderem in der Kunsthalle Basel und in Basler Galerien. Zu ihrem 80. Geburtstag 1980 wurden sie in der Galerie Münsterberg und anlässlich ihres 90. Geburtstags 1990 in der Universitätsbibliothek Basel ausgestellt. Die Universitätsbibliothek Basel zeigte ihre Illustrationen zu den Kinderbüchern Heidi und Pinocchio. Diese sowie weitere Werke befinden sich in dem Teil ihres Nachlasses, der in der Universitätsbibliothek aufbewahrt wird. Auch die Gesellschaft für das Gute und Gemeinnützige (GGG) verwaltet einen Teil des Nachlasses der Künstlerin, da Pfannenschmid das Engagement und die Aufgeschlossenheit schätzte, welche die GGG gegenüber Künstlern aufbrachte. Weitere Werke Pfannenschmids befinden sich in öffentlichem Besitz, in Sammlungen grösserer Wirtschaftsunternehmen und bei Privatpersonen. Sie war Mitglied der Gesellschaft Schweizer Malerinnen, Bildhauerinnen und Kunstgewerblerinnen (GSMBK) sowie der Gesellschaft schweizerischer Maler, Bildhauer und Architekten (GSMBA).
Martha Pfannenschmid verstarb am 27. März 1999 im Alters- und Pflegeheim Adullam in Basel. Ihre letzte Ruhestätte fand sie auf dem Friedhof am Hörnli.

### Tätigkeit für das Rechtsmedizinische Institut der Universität Basel
Von 1923 bis 1960 war Pfannenschmid an verschiedenen medizinischen Instituten in Basel als Sekretärin, Laborantin und technische Gehilfin angestellt. Ihren erlernten Beruf als Kunstmalerin und Buchillustratorin konnte sie lediglich an Wochenenden oder während Ferienaufenthalten ausüben. Erst nach ihrer Pensionierung war Pfannenschmid frei künstlerisch tätig. Ihre Arbeiten für das Rechtsmedizinische Institut der Universität Basel waren exakte Wiedergaben von mikroskopischen sowie makroskopischen Gegebenheiten. Pfannenschmid fertigte Zeichnungen und Skizzen von Heil- und Giftpflanzen sowie von Obduktionen an.
Während ihrer Zeit beim Rechtsmedizinischen Institut erstellte Pfannenschmid Vorlesungstafeln in Wandbildgrösse (ca. 1,50 × 3,50 m), die den Studierenden zur Vermittlung der Grundlagen der Rechtsmedizin vorgeführt wurden. Diese dokumentieren anschaulich das Wissen der Gerichtsmedizin in den 1950er Jahren. Die Bandbreite der insgesamt 53 Lehrtafeln reicht von stumpfer und scharfer Gewalt, Verkehrsunfällen, Einschüssen, Tod durch elektrische Energie, Verbrennen, Vergiften, Ertrinken oder Erhängen, Kindstötung und Abtreibung bis zu Blutproben, Blutspuren, Totenflecken, Gerinnung, Gefässverengung, Spermatozoen und Alkoholgehalt im Blut und der Vermittlung der Struktur eines zu erstellenden Gutachtens. Ein Schwerpunkt lag dabei auf gewaltsamen Todesarten, auf deren Erkennen und deren Interpretation. Die Abbildungen sind den rechtsmedizinischen Standardwerken von Alfred Ponsold, Lehrbuch der gerichtlichen Medizin (Stuttgart 1950), und Berthold Müller, Gerichtliche Medizin (Berlin/Göttingen/Heidelberg 1953), entnommen. Durch die schematischen Darstellungen kann der Informationsflut fotografischer Aufnahmen entgangen werden, und Idealfälle statt Einzelfällen können im Unterricht behandelt werden. 2011 wurden die Unterrichtstafeln von Thomas Rost, leitender Präparator am Institut für Rechtsmedizin, digital restauriert. Sie befinden sich heute in der Sammlung des Instituts in Basel. Für das Pathologische Institut der Universität Basel zeichnete Pfannenschmid mikroskopische Präparate, die in Lehrbüchern reproduziert wurden. Die Anforderungen in der Gerichtsmedizin beinhalteten das analytische Erfassen von Strukturen, die Umsetzung von zeitlichen Abläufen auf die Fläche sowie die Fähigkeit, Ursache und Wirkung in rasch erkennbaren Bildern aufzuzeigen. Pfannenschmid erkannte in ihrer Tätigkeit am Institut nicht bloss eine Erwerbsquelle, sondern schätzte diese auch als Möglichkeit der permanenten Weiterbildung ihrer künstlerischen Fähigkeiten.
In die Zeit, in der Pfannenschmid am Rechtsmedizinischen Institut angestellt war, fiel der Prozess mit dem umstrittenen Urteil gegen den Genfer Rechtsanwalt und Politiker Pierre Jaccoud. Dieser wurde 1960 wegen einfachen Totschlags an Charles Zumbach zu sieben Jahren Haft verurteilt. Das Rechtsmedizinische Institut Basel war an der Erstellung des Gutachtens beteiligt. Dabei wurde Pfannenschmid beauftragt, verschiedene Skizzen anzufertigen. Das (später angezweifelte) Gutachten wurde vom Basler Professor Erik Undritz erstellt.

### Illustrationen
Als gelernte Zeichnerin und Buchillustratorin ist Martha Pfannenschmid für eine Reihe von Illustrationen verschiedener Publikationen und Kinderbüchern verantwortlich. Von 1929 bis 1951 illustrierte sie die Kinderbeilage der National-Zeitung, Der kleine Nazi, welche grösstenteils in ihrem Nachlass erhalten ist. Des Weiteren fertigte sie Illustrationen für den Schweizerischen Beobachter, die Guten Schriften, welche Johanna Spyris Werke publizierten, und die Radio-Zeitungen Bern/Zofingen an. Ebenfalls künstlerisch tätig war sie für das Schweizerische Jugendschriftenwerk. Ab 1940 begann ihre Zusammenarbeit mit dem Silva-Bilderdienst Zürich. Für diesen illustrierte sie von 1939 bis 1945 Johanna Spyris Heidi-Romane, Moni der Geissbub und andere Erzählungen. In Heidi zeigen sich Pfannenschmids Illustrationen zart aquarelliert. Im südostasiatischen Raum wurden aufgrund der grossen Nachfrage  50'000 Exemplare neu gedruckt.
Im Anschluss an die Heidi-Bücher illustrierte Pfannenschmid in den Jahren 1963 bis 1968 die Kindergeschichte Pinocchio des italienischen Schriftstellers Carlo Collodi. In diesen Bildern lässt sich eine Aufhellung der Farbpalette und eine Steigerung im Ausdruck erkennen. Die Abbildungen für Heidi und Pinocchio sind auf kleinem Format (16 × 12,5 cm) gezeichnet, um sie in Originalgrösse, zum Erhalt der Qualität, drucken zu können. Für die Heidi-Bilder führte sie verschiedene Studien des Alpenraumes durch und bezog sich auf Skizzen, die im Heimatmuseum Chur und in Basel – das als Vorlage für Frankfurt diente – entstanden sind. Als Vorlage für die Klara, Heidis Freundin, diente die Erinnerung an ihre früh verstorbene Schwester Ida Helene. Bei den Illustrationen zu Pinocchio griff Pfannenschmid unter anderem auf Zeichnungen, die sie in Italien angefertigt hatte, auf Studien aus Basel, Skizzen des Zoologischen Gartens sowie des Aquariums und Skizzen des Abendhimmels über den Vogesen zurück. Die Illustrationen beinhalten exakte Darstellungen von Pflanzen. Im Auftrag der Publikation Der Schweizerische Nationalpark, die ebenfalls vom Silva-Bilderdienst herausgegeben wurde, fertigte Pfannenschmid 1949 zehn grossformatige Aquarelle von Pflanzen an. In Pfannenschmids Nachlass finden sich des Weiteren Illustrationen, Aquarelle und Layout-Anweisungen zu nicht ausgeführten Bilderbüchern.
Inspiration für ihre Illustrationen fand Pfannenschmid bei Kunstschaffenden wie Konrad Witz, Andrea Mantegna, El Greco, Francisco de Goya, Rembrandt, Vincent van Gogh sowie in Künstlern mit einem Hang zum Karikaturesken wie Wilhelm Busch, Honoré Daumier und Carl Spitzweg. Pfannenschmids Ausdrucksform ist im Gehalt, in der Komposition und in der Farbe harmonisch, und dem Bildaufbau liegt stets ein geometrisches Gefüge zugrunde. Die Farben sind oft in komplementärem Zusammenspiel verwendet und beleben die Formen. Pfannenschmids Interesse galt der Bewegung der Körper in Licht und Raum. Ihre letzten Bilder sind mit intensivem Licht durchstrahlt und von lebhaften, frischen Farben gekennzeichnet.